# 제14회 카를로비바리 국제 영화제
제14회 카를로비바리 국제 영화제는 1964년 7월 4일에 열린 시상식이다.

## 수상 및 후보

### 대상(장편)
- Obzalovany - 엘마 크로스 외1명 수상

### 심사위원특별상(장편)
- 베스트 맨 - 프랭크린 J. 샤프너 수상

### 여우주연상(장편)
- 어느 하녀의 일기 - 잔느 모로 수상

### 남우주연상(장편)
- Echo - Wieńczyslaw Gliński 수상